# سمفونی شماره ۴ (بروکنر)
سمفونی شماره چهار در می بمل ماژور که با نام رومانتیک معروف شده‌است، در کنار سمفونی شماره هفت آنتون بروکنر، از محبوب‌ترین آثار او به‌شمار می‌رود. اولین نسخه این اثر در سال ۱۸۷۴ میلادی با چهار موومان خلق شد. بروکنر نسخه دوم این سمفونی را با موومان شرتسو کاملاً جدید در سال ۱۸۷۸ ارائه کرد. در سالهای ۱۸۷۹ و ۱۸۸۰ بروکنر تغییراتی در موومان فیناله یا همان بخش نهایی سمفونی ایجاد کرد. اولین اجرای عمومی این سمفونی که بسیار هم موفقیت‌آمیز بود، در فوریه سال ۱۸۸۱ توسط ارکستر فیلارمونیک وین در شهر وین با رهبری هانز ریشتر صورت گرفت.
موفقیت اجرای نخست این سمفونی باعث خوشحالی فراوان بروکنر شد، به طوریکه بعد از اجرا، بروکنر یک سکه تالر به ریشتر داد و به او گفت که با این پول یک لیوان آبجو بخرد و به سلامتی بروکنر بنوشد! این رفتار ساده و صمیمی بروکنر، ریشتر را تحت تأثیر قرار داد.
سمفونی شماره چهار تنها سمفونی بروکنر است که دارای عنوان (رومانتیک) است. بقیه سمفونی‌های او فقط با شماره مشخص می‌شوند.